# Octavian Oprea
Octavian Oprea (n. 11 iulie 1991, Focșani, România) este un deputat român, ales în 2024 din partea PNL. 
Acesta este membru al Partidului Național Liberal din ianuarie 2015. El a deținut funcția de președinte la Autoritatea pentru Digitalizarea României. 

## Biografie
Octavian Oprea s-a născut la data de 11 iulie 1991 la Focșani. El provine dintr-o familie de ingineri, mama sa fiind inginer agronom, iar tatăl lui coloner inginer petrochimist care a activat în cadrul Inspectoratul pentru Situații de Urgență.
În perioada 2010-2016 a studiat economia și managementul la Academia de Studii Economice din București. După finalizarea studiilor, a devenit business analist, promovând tehnici de management eficient prin implementarea sistemelor de planificare a resurselor întreprinderii (ERP).
Din ianuarie 2015, este membru al Partidul Național Liberal (România).
Între 2017 și 2020, înainte de a ocupa funcții de demnitate publică, Octavian Oprea a fost Interface Country Lead în cadrul IBM. În această poziție, a coordonat implementarea proiectelor de digitalizare, de la analiza de business și formarea utilizatorilor, până la suport post-implementare și optimizarea interoperabilității sistemelor ERP, CRM și EDI.
Anterior, în perioada 2020-2022, a fost președinte și vicepreședinte al Autorității pentru Digitalizarea României (ADR), având responsabilități în coordonarea proiectelor de digitalizare a administrației publice la nivel național. În acest context, a fost fondator al aplicației mobile Ghișeul.ro, care facilitează plata online a taxelor și impozitelor, și cofondator al proiectului ROeID, destinat dezvoltării identității digitale naționale.
Activează în cadrul Partidului Național Liberal (PNL), unde deține funcția de secretar general al Tineretului Național Liberal și vicepreședinte al Partidului Național Liberal filiala București.
Din iulie 2023 până în decembrie 2024, Octavian Oprea a ocupat poziția de director general al producătorului de energie electrica Electrocentrale Grup S.A.